# Presidente (Roma Antiga)

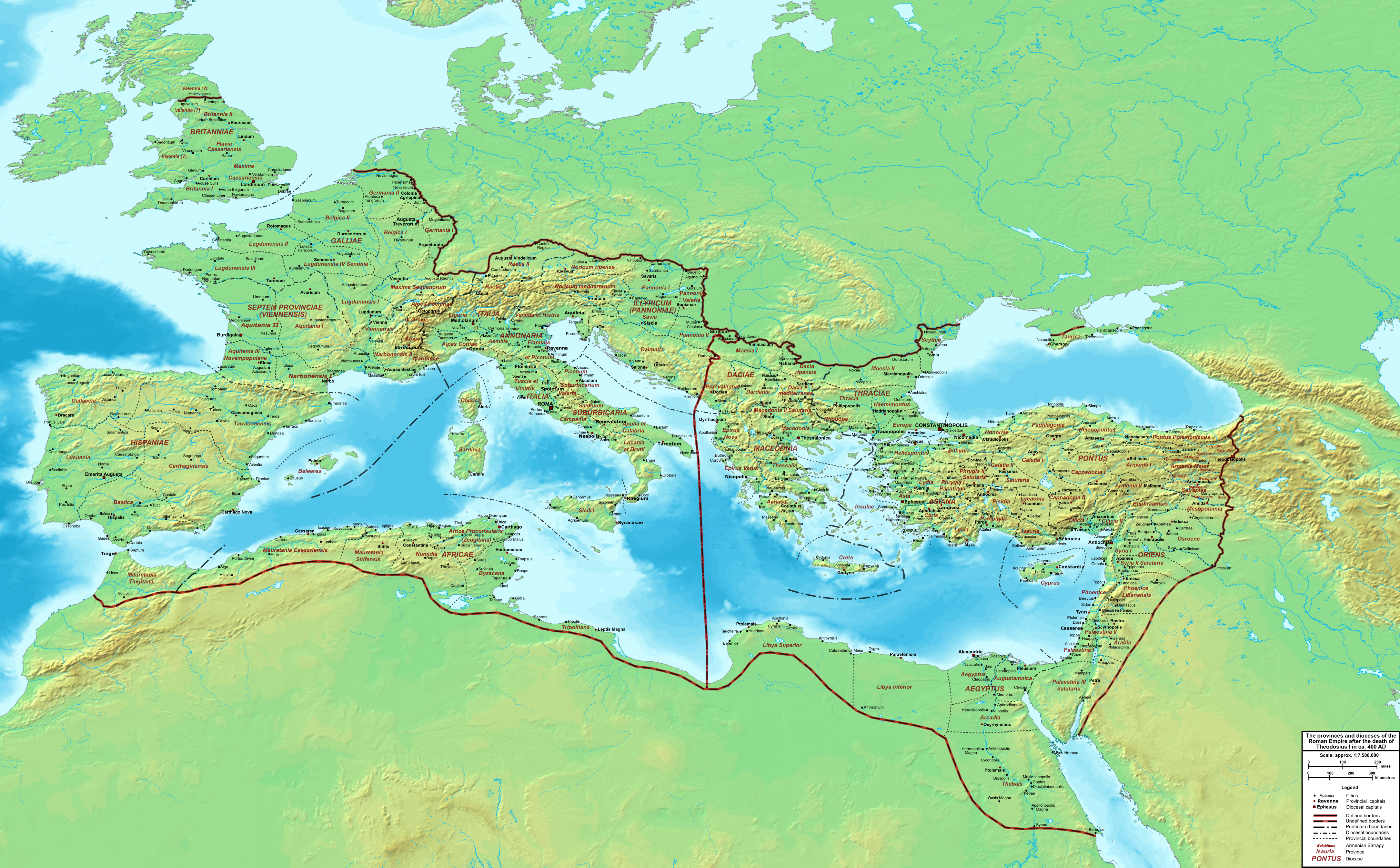
Mapa do Império Romano c. 400

Presidente ou protetor (em latim: Praeses; pl. praesides) é um antigo cargo político da Roma Antiga. Seu significado em latim é "[aquele] que está na frente de [algo], ou seja, à sua cabeça".

## Histórico
O termo começou a ser utilizado como descrição genérica dos governadores provinciais - muitas vezes através de paráfrases, como qui praeest ("aquele que preside") - desde o começo do Principado, porém passou a ser utilizado em geral sob os Antoninos. O jurista Emílio Mácer, que escreveu durante o reinado de Caracala (r. 198–217), insiste que o termo se aplicava apenas aos governadores que também eram senadores - excluindo, por consequência, os procuradores que pertenciam à ordem equestre - porém, embora esta afirmação possa refletir o uso arcaico do termo, ele seguramente não correspondia à realidade na época em que ele escreveu.

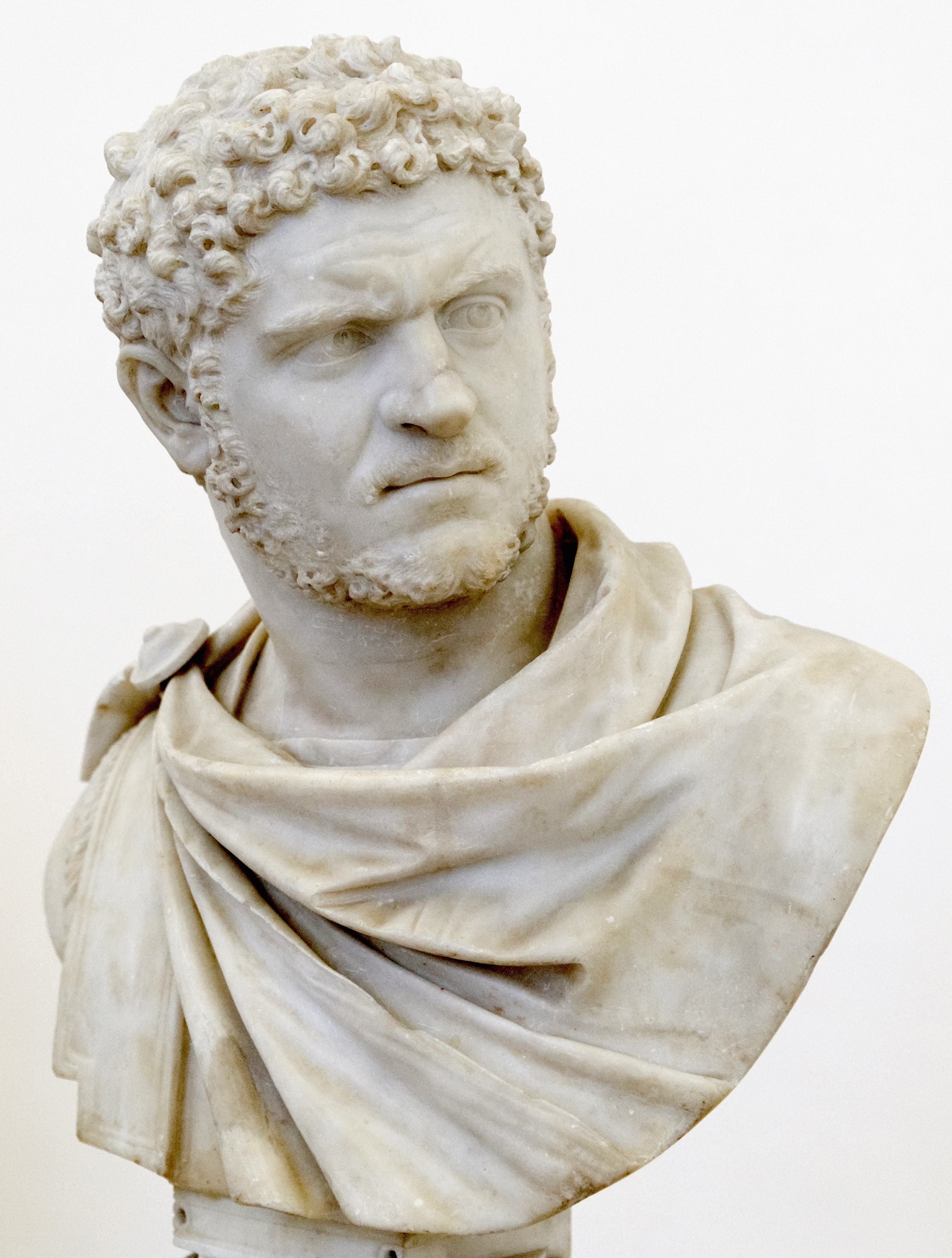
Busto de Caracala r.

Durante os séculos II e III, o termo parece ter sido usado como um título honorífico, afixado aos antigos títulos governamentais (legado augusto propretor, etc.) e, por vezes, até mesmo a comandantes de legiões ou procuradores fiscais. Em meados do século III, no entanto, o presidente havia se tornado um termo oficial, inclusive para os oficiais equestres. A forma "vice-presidente" (vice praesidis) também entrou em uso corrente para designar os procuradores equestres a quem era concedido o governo de uma província na ausência do governador (senatorial) comum. Isto representou um passo decisivo na adoção do poder governatório integral por parte dos equestres; as primeiras "províncias do presidente" (praesides provinciae) surgem na década de 270.
Esta evolução do cargo foi formalizada com as reformas de Diocleciano (r. 284–305) e Constantino (r. 306–337), quando o termo presidente passou a designar uma classe específica de governadores provinciais, a mais baixa depois dos consulares e os corretores. Na porção oriental do império, no entanto, os presidentes eram classificados entre essas duas classes, talvez porque os poucos corretores (correctores) da região foram nomeados após os presidentes. O termo continuou a ser usado de maneira geral para se referir aos governadores de provinciais, e, na linguagem jurídica, para designar coletivamente todas as classes de governadores provinciais. Coloquialmente, os presidentes também eram referidos por títulos mais genéricos, como juiz (iudex), reitor (rector) ou moderador (moderator) e, por vezes, de maneira ainda mais arcaica, como pretor (praetor). Em grego, o termo costumava ser traduzido como ἡγεμὼν (hegêmono).
A maior parte das províncias criadas por Diocleciano após dividir as províncias maiores que existiam anteriormente foram encarregadas a estes presidentes, e eles formavam o grupo mais numeroso de governadores listados na Notitia Dignitatum, do fim do século IV.:

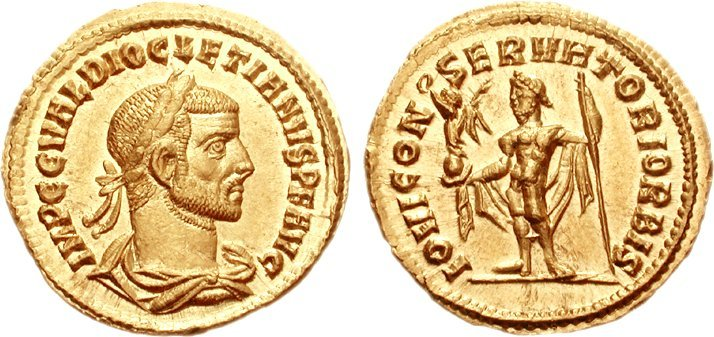
Áureo de Diocleciano r.

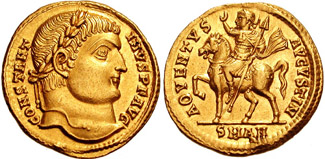
Soldo de Constantino r.

em 31 províncias do Império Romano Ocidental
- quatro do Ilírico: Dalmácia, Panônia Prima, Nórica Mediterrânea, Nórica Ripense
- sete na Itália: Alpes Cócios, Récia Prima e Secunda, Sâmnio, Valéria Suburbicária, Córsega e Sardenha.
- dois na África: Mauritânia Sitifense, Tripolitana
- quatro na Hispânia: Tarraconense, Cartaginense, Mauritânia Tingitana, Ilhas Baleares
- onze na Gália: Alpes Marítimos, Alpes Peninos e Graios, Máxima Sequânia, Aquitânia Prima e Secunda, Novempopulânia, Narbonense Prima e Secunda, Lugdunense Secunda, Tércia e Senônica
- três na Britânia: Britânia Prima e Secunda, Flávia Cesariense.

em 40 províncias do Império Romano Oriental
- cinco no Egito: Líbia Superior e Inferior, Tebaida, Egito, Arcádia.
- oito no Oriente: Palestina Salutar e Secunda, Fenícia Libanense, Eufratense, Síria Salutar, Osroena, Mesopotâmia, Cilícia Secunda
- sete na Asiana: Pisídia, Licaônia, Frígia Pacaciana e Frígia Salutar, Lícia, Cária, Ilhas.
- oito na Pôntica: Honória, Capadócia Prima e Secunda, Helenoponto, Ponto Polemoníaco, Armênia Prima e Armênia Secunda, Galácia Salutar.
- quatro na Trácia: Hemimonto, Ródope, Mésia Secunda, Cítia
- quatro na Dácia: Dácia Ripense, Mésia Prima, Prevalitana, Dardânia
- quatro na Macedônia: Tessália, Epiro Velho e Epiro Novo, Macedônia Salutar.

No Oriente, o gabinete (officium) do presidente (tal como exemplificado por Tebaida) abrangia o mesmo que o de um consulares, isto é, um príncipe dos ofícios (princeps officii), um corniculário (cornicularius), um comentariense (commentariensis), um ajudante (adiutor), um numerário (numerarius), um ab actis, um a libellis, e um subadiuva; por fim, sem maiores especificações, os excetores e coortalinos (cohortalini; responsáveis pelos trabalhos mais servis). Já no Ocidente (de acordo com os exemplos atestados pela Dalmácia), o officium novamente consistia do mesmo que o dos consulares e corretores, sendo constituído pelo príncipe dos ofícios, corniculário, dois tabulários (tabularii), comentarienses (commentariensis), ajudante, ab actis, subadiuva, e os costumeiros excetores e coortalinos.
O estatuto de presidente também podia ser concedido como uma honraria separada, ex praeside, associada ao estatuto de homem perfeitíssimo (vir perfectissimus).